# Sayaguesa (raza bovina)
La sayaguesa es una raza bovina del norte de España, autóctona de la comarca de Sayago (provincia de Zamora).
Destacó históricamente como animal de trabajo, aunque la mecanización de las labores del campo contribuyó a su declive y obligó a la reorientación de su producción hacia la producción cárnica. Se caracterizan por su rusticidad y adaptación a condiciones medioambientales adversas, lo que ha permitido su implantación en una zona caracterizada por la limitación de recursos forrajeros. Estas cualidades, unidas a las características organolépticas de la carne obtenida de estos animales, permiten afirmar de esta raza su clara aptitud cárnica.

## Origen e historia
Deriva del mismo tronco que la Avileña-Negra ibérica y la Morucha, del Bos taurus ibericus  Sin embargo, para algunos autores sería descendiente de la variante europea del Bos taurus ibericus.
Se formó en el sudoeste de la provincia de Zamora, en la comarca de Sayago. Al amparo de su aislado acantonamiento, se conservó y evolucionó como animal de trabajo. Como motor animal, fue una raza muy estimada y altamente cotizada, no sólo en el área local, sino también en las regiones cerealistas de las provincia vecinas. Con la mecanización agrícola pierde interés y su extensión territorial se ve reducida al área donde hoy se encuentra y, además, se vio forzda a cambiar de aptitud, orientándose hacia la carne. Durante este cambio muchas explotaciones cruzaron sus ejemplares con razas foráneas selecta de producción de carne y/o leche, con lo cual un elevado número de ejemplares fueron sustituidos por mestizos.

## Protección
En 1979 el Ministerio de Agricultura, Pesca y Alimentación la cataloga como raza de protección especial. Con posterioridad y a raíz de la Resolución de 31 de mayo de 1980 («B.O.E.» de 23 de junio, R.1410), de la Dirección General de la Producción Agraria, se estableció el Registro Especial de Ganado Selecto de la Raza Bovina Sayaguesa. 
El Real Decreto 1682/1997 («B.O.E.» n.º 279 de 21 de noviembre), por el que se actualiza el Catálogo Oficial de Razas de Ganado de España, incluye a esta raza en peligro de extinción en el Catálogo de Razas de Ganado de España.
La Junta de Castilla y León también ha participado en la preservación del patrimonio genético de esta raza. En 1998 aprobó la creación del denominado Libro de Registro Genealógico de la Raza Bovina Sayaguesa. Su puesta en funcionamiento ha posibilitado la definición del prototipo de esta raza española, asegurando la pureza étnica de los animales en él inscritos, estimulando la mejora genética y la conservación de esta raza.

### Organización del Libro Genealógico
El Libro Genealógico se estructura en cinco secciones funcionales, como son:
- Registro Fundacional.
- Registro Auxiliar.
- Registro de Nacimientos.
- Registro Definitivo.
- Registro de Méritos, en la que se inscriben los ejemplares machos y hembras que por sus características morfológicas y productivas así lo merezcan, pudiendo los inscritos ostentar los siguientes títulos de “Vaca de Mérito”

## Prototipo
La apariencia general de la raza bovina Sayaguesa es la de un animal con tendencia a la subhipermetría y de perfiles concavilíneos. Presenta un conjunto armónico con aspecto de fortaleza y agilidad, predominando el tercio anterior sobre el posterior. Se identifica también por un marcado dimorfismo sexual. Las características prototípicas de esta raza son:
- Pelo: Capa negra con degradación en la línea inferior del tronco, especialmente en bragadas, decoloración de la línea dorso-lumbar (listón), que puede faltar en las hembras; bociclara, de orla plateada más o menos completa alrededor del morro; decoloración de los pelos de la parte interna del pabellón auricular, borlón o mechón terminal  e la cola, negro. Los terneros nacen de color rojo y toman la capa definitiva a medida que avanzan en edad.
- Piel: Abundante y elástica.
- Mucosas: Negras.
- Cabeza: Fuerte y proporcionada en machos. Más larga y estrecha en hembras. En ambos casos perfiles entrantes y formas recortadas, dando la impresión de pequeñez comparada con el cuerpo. Frente ancha y un tanto excavada. Órbitas salientes, ojos a nivel de la cara y con mirada expresiva. Cara corta, morro ancho y pigmentado con su característica orla plateada. Orejas pequeñas y muy móviles, con abundantes pelos en su interior. Cuernos gruesos, de color blanco nacarado en la base con la punta negra, nacen por delante de la línea de prolongación de la nuca, en gancho corto en los machos y abierto y largo en las hembras que, a veces, adoptan forma de lira.
- Cuello: Cuello corto, robusto y potente en los machos, más ligero en las hembras, con abundante papada en ambos.
- Pecho: Pecho amplio, destacando la quilla esternal.
- Cruz: Destacada, ligeramente elevada sobre la línea dorso-lumbar y bien unida con el cuello y tronco.
- Espalda: Bien desarrollada, musculosa y amplia, de longitud media.
- Tórax: Profundo, extenso y un poco cargado.
- Vientre: espacioso, con ijares manifiestos.
- Dorso y lomos: Línea dorso-lumbar ancha y musculada.
- Grupa: Desarrollada, con leve inclinación posterior y cierto levantamiento del sacro.
- Cola gruesa, con nacimiento en la misma línea de prolongación del sacro, larga y de abundante borlón.
- Muslos: Largos y un tanto descargados.
- Nalga: poco prominente y descargada.
- Testículos: Normalmente desarrollados, bien descendidos y de correcta conformación anatómica.
- Ubres: De base amplia y tamaño medio, bien conformadas, recubiertas de pelos finos y claros, de piel decolorada.
- Desarrollo corporal: Animales de gran desarrollo corporal pero de aspecto proporcionado y ligero.
- Extremidades: Extremidades largas, enjutas y robustas.
- Aplomo: Correctos con marcha ligera y suelta.
- Pezuñas fuertes, duras y pigmentadas.

## La asociación
Para la defensa de los intereses correspondientes a esta raza bovina, los ganaderos de la comarca de Sayago se agruparon en 1982 para constituir la Asociación Española de Criadores de Ganado Selecto de Raza Sayaguesa.